# ヨコタ村上孝之
ヨコタ村上 孝之（ヨコタむらかみ たかゆき、Takayuki Yokota-Murakami 1959年4月5日 - ）は、日本の比較文学者、ロシア語学者。東京都出身。

## 人物
元大阪大学大学院言語文化研究科准教授。旧姓名は村上 孝之。自称Takman, Cool Dudeことカッチョマン孝之。国際比較文学会、日本ロシア文学会、ロシア東欧学会各理事。ロシア東欧学会機関誌JSEES編集長。親族や交流のある人物に、吉田東伍、文部省唱歌の作詞家旗野十一郎、『狼少年ケン』の主題歌を作詞した月岡貞夫、作家の村上春樹、社会学者の上野千鶴子がいる。ヨコタ村上という苗字は、日系アメリカ人女性ジェリー・ヨコタ（Gerry Yokota; 大阪大学言語文化研究科教授）と米国で結婚した際に創設した結合姓。帰国後日本の家庭裁判所に申し立てを行い、正式の戸籍姓をヨコタ村上と変更し、離婚後も使用している。
これまで2回の離婚を経験している。日本キリスト友会（フレンド派、通称「クエーカー」）の会員で、1999年から2009年には、モスクワの国際フレンド・センターの理事を務め、良心的兵役拒否者の支援をするなどの平和活動、孤児の支援などの福祉活動にも取り組んだ。

## 年譜
- 1976年 チャーチル杯全国英語スピーチコンテスト第2位
- 1978年 六甲高等学校卒業[7]
- 1982年 東京大学教養学部教養学科ロシア文科卒業および東京大学大学院人文科学研究科比較文学比較文化専攻修士課程入学
- 1984年 東京大学大学院人文科学研究科比較文学比較文化専攻修士課程入学、修士課程修了。修士論文「ロマンティック・ラブの発見─二葉亭四迷の場合」で文学修士取得。博士課程に進学するが1988年博士課程単位取得退学
- 1985年 朝日新聞社主催全国ロシア語弁論大会優勝
- 1987年 大阪大学言語文化部講師
- 1990年 - 1992年 日本学術振興会海外特別研究員としてアメリカ・プリンストン大学比較文学科で研修
- 1994年 大阪大学言語文化部助教授就任およびプリンストン大学大学院比較文学科博士課程修了。"Don Juan and Iro-otoko: On the Problematics of Comparative Literature"でPh.D.（比較文学）を取得。
- 2007年 大阪大学大学院言語文化研究科准教授(助教授からの名称変更)就任。著書『色男の研究』に対して、サントリー学芸賞（風俗・社会部門）を授与される[8]。
- 2008年 フルブライト研究者プログラム受給者として米国コロンビア大学で研修。ガヤトリ・スピヴァクの教えを受けた。
- 2012年 週刊新潮2008年11月17日号は「研究室でレイプ」と告発された「阪大有名准教授」3度の結婚トラブルと題して報道したが、ヨコタ村上の事実上の勝訴である和解が大阪高等裁判所で確定[9]した[注釈 2][10]。
- 2021年 「死なないで　あなた」と「"Don't Love Me Don't Leave Me"」という2つの歌を公式に発表し、シンガーソングライターとしての活動を始める[11]。
- 2025年 大阪大学定年退職。

## 著書

### 単著
- 『性のプロトコル―欲望はどこから来るのか』新曜社、1997年
- Don Juan East/West: On the Problematics of Comparative Literature. Albany, NY: SUNY P, 1998.
- 『マンガは欲望する』筑摩書房、2006年
- 『色男の研究』角川選書、2007年
- 『ロシア語を学んで、ロシアを知ろう　初級』大阪大学出版会、2008
- 『金髪神話の研究　男はなぜ、ブロンド女に憧れるのか』平凡社新書、2011
- 『二葉亭四迷　くたばってしまえ』ミネルヴァ書房・日本評伝選、2014
- 『世界のしゃがみ方: 和式/洋式トイレの謎を探る』平凡社新書、2015
- Mother-tongue in Modern Japanese Literature and Criticism: Toward a New Polylingual Poetics. Palgrave, 2018.
- 『道ならぬ恋の系譜学 : 近代作家の性愛とタブー』平凡社新書、2024

### 編著書
- Policing Literary Theory. Leiden: Brill, 2018.

### 翻訳
- ギャリー・マーヴィン『闘牛 スペイン文化の華』村上孝之訳 平凡社, 1990 doi:10.11501/13430756
- カマール アブドゥッラ『魔術師の谷』未知谷、2013